# Карраскилья, Адальберто
Адальбе́рто Элиэ́сер Карраски́лья Алька́сар (исп. Adalberto Eliécer Carrasquilla Alcázar; род. 28 ноября 1998, Панама) — панамский футболист, полузащитник клуба «Хьюстон Динамо» и сборной Панамы.

## Клубная карьера
Карраскилья начал карьеру в клубе «Тауро». 29 марта 2015 года в матче против «Арабе Унидо» он дебютировал в чемпионате Панамы. 23 апреля 2016 года в поединке против «Арабе Унидо» Адальберто забил свой первый гол за «Тауро». В составе клуба он дважды выиграл чемпионат.
В августе 2019 года Карраскилья на правах аренды перешёл в испанскую «Картахену» до конца года с правом выкупа. 15 сентября в матче против «Атлетико Санлукеньо» он дебютировал в Сегунде B. 29 ноября испанский клуб активировал опцию покупки игрока за 300 тыс. евро, и подписал с ним контракт до 2025 года. 13 сентября 2020 года в матче против «Овьедо» он дебютировал в Сегунде. 24 октября в поединке против «Лас-Пальмаса» Адальберто забил свой первый гол за «Картахену».
5 августа 2021 года Карраскилья был арендован клубом MLS «Хьюстон Динамо». В высшей лиге США он дебютировал 7 августа в матче против «Миннесоты Юнайтед», заменив во втором тайме Джо Корону. В поединке против «Миннесоты Юнайтед» 28 августа он забил свой первый гол в MLS. 10 мая 2022 года «Хьюстон Динамо» выкупил трансфер Карраскильи у «Картахены» согласно опции, и подписал с ним контракт до конца сезона 2024 с опцией продления на сезон 2025. Сумма сделки не была разглашена, но по сообщениям панамской прессы составила около 2 млн долларов. 19 февраля 2024 года Карраскилья подписал с «Хьюстон Динамо» новый контракт до конца сезона 2025 с клубными опциями продления на сезоны 2026 и 2027.

## Международная карьера
Летом 2015 года Карраскилья принял участие в молодёжном чемпионате мира в Новой Зеландии. На турнире он был запасным и на поле не вышел. В 2017 году в составе молодёжной сборной Панамы Карраскилья принял участие в молодёжном чемпионате КОНКАКАФ в Коста-Рике. На турнире он сыграл в матчах против команд Сент-Китса и Невиса, Гаити и Гондураса.
В 2018 году в товарищеском матче против сборной Венесуэлы Карраскилья дебютировал за сборную Панамы.
В 2019 году в составе олимпийской сборной Панамы Карраскилья принял участие в Панамериканских играх в Перу. На турнире он сыграл в матчах против команд Мексики, Аргентины, Эквадора и Ямайки. В поединке против ямайцев Адальберто забил гол.
5 сентября 2019 года в матче Лиги наций КОНКАКАФ 2019/20 против сборной Бермуд Адальберто забил свой первый гол за национальную команду.
В 2021 году в составе сборной Карраскилья принял участие в Золотом кубке КОНКАКАФ. На турнире он сыграл в матчах против команд Катара, Гондураса и Гренады.
Карраскилья был включён в символическую сборную финала четырёх Лиги наций КОНКАКАФ 2022/23.
В 2023 году в составе сборной Карраскилья во второй раз принял участие в Золотом кубке КОНКАКАФ. По итогам турнира он был признан лучшим игроком и был включён в символическую сборную.

### Голы за сборную Панамы
| №  | Дата            | Место                                           | Противник | Счёт | Результат | Соревнование                |
| -- | --------------- | ----------------------------------------------- | --------- | ---- | --------- | --------------------------- |
| 1. | 5 сентября 2019 | Национальный стадион Бермуд, Гамильтон, Бермуды | Бермуды   | 1:4  | 1:4       | Лига наций КОНКАКАФ 2019/20 |
| 2. | 17 октября 2023 | Роммель Фернандес, Панама, Панама               | Гватемала | 1:0  | 3:0       | Лига наций КОНКАКАФ 2023/24 |

## Достижения
Командные
«Тауро»
- Чемпион Панамы (2): Клаусура 2017, Апертура 2018

«Хьюстон Динамо»
- Обладатель Открытого кубка США: 2023

Индивидуальные
- Член символической сборной финала Лиги наций КОНКАКАФ: 2022/23
- Лучший игрок Золотого кубка КОНКАКАФ: 2023
- Член символической сборной Золотого кубка КОНКАКАФ: 2023